# Elektrode
En elektrode er en tilledning, som anvendes til at lave en elektrisk forbindelse til en ikke-metallisk del af et elektrisk kredsløb som f.eks. en halvleder, elektrolyt, gas (inkl. luft) eller vakuum.
Ordet blev skabt/opfundet af videnskabsmanden Michael Faraday og er dannet fra det græske ord elektron (betyder rav, hvorfra også ordet elektricitet er afledt) og hodos, en vej.

## Elektrolyse
Den elektrode der er koblet til den negative pol kaldes katoden - og den elektrode der er koblet til den positive pol kaldes anoden. Oxidation sker ved anoden og reduktion sker ved katoden.

## Elektrodeeksempler
- Svejseelektrode
- Offeranode
- Jordingselektrode
- Ohmske metal-halvleder-overgange